# Conférence épiscopale italienne
Pour les articles homonymes, voir CEI.
La Conférence épiscopale italienne (en italien : Conferenza Episcopale Italiana, abrégé : CEI) est une conférence épiscopale de l’Église catholique qui réunit les évêques des diocèses de l’Italie et sert ainsi de principale assemblée des prélats chrétiens de ce pays.
La conférence est représentée, l’Italie faisant partie de l’Union européenne, à la Commission des épiscopats de l’Union européenne (COMECE). Son président participe également au Conseil des conférences épiscopales d’Europe (CCEE), avec une petite quarantaine d’autres membres.

## Territoire
La conférence couvre les territoires :
- de l’Italie ;
- de Saint-Marin, dont le territoire est compris dans le diocèse de Saint-Marin-Montefeltro ; et
- du Vatican, dont le territoire est compris dans le diocèse de Rome.

## Historique
Fondée en 1959, elle est responsable des normes liturgiques et des tâches administratives ecclésiastiques. Elle reçoit son autorité de la loi ecclésiastique et des mandats particuliers. Le président de la conférence italienne est habituellement nommé par le pape.
Depuis mai 2022, le président de la CEI est le cardinal Matteo Maria Zuppi. La conférence épiscopale joue un rôle actif dans la vie publique italienne en raison de la prépondérance traditionnelle de l'Église dans la société.
La conférence épiscopale italienne engage une étude sur les agressions sexuelles au sein de l’église italienne ces vingt dernières années. Pour Matteo Maria Zuppi : « C’est notre devoir face à tant de souffrance ». Néanmoins les associations continuent de demander une commission indépendante.
La conférence épiscopale italienne désigne, en mai 2024, Chiara Griffini, en remplacement de Lorenzo Ghizzoni, à la présidence de son Service pour la protection des mineurs, chargée de la prévention et de la lutte contre les abus sexuels.

## Présidents de la conférence
- Giuseppe Siri (1959–1965)
- Comité de cardinaux formé de Giovanni Colombo, Ermenegildo Florit, Giovanni Urbani (1965–1966)
- Giovanni Urbani (1966–1969)
- Antonio Poma (1969–1979)
- Anastasio Ballestrero (1979–1985)
- Ugo Poletti (1985–1991)
- Camillo Ruini (1991–2007)
- Angelo Bagnasco (2007–2017)
- Gualtiero Bassetti (2017–2022)
- Matteo Maria Zuppi (2022–...)

## Secrétaires de la conférence
- Alberto Castelli (it) (1959 - 1966)
- Andrea Pangrazio (it) (1966 - 1972)
- Enrico Bartoletti (4 septembre 1972 - 5 mars 1976)
- Luigi Maverna (it) (19 mars 1976 - 25 mars 1982)
- Egidio Caporello (24 juillet 1982 - 28 juin 1986)
- Camillo Ruini (28 juin 1986 - 17 janvier 1991)
- Dionigi Tettamanzi (14 mars 1991 - 20 avril 1995)
- Ennio Antonelli (26 mai 1995 - 5 avril 2001)
- Giuseppe Betori (5 avril 2001 - 20 octobre 2008)
- Mariano Crociata (20 octobre 2008 - 19 novembre 2013)
- Nunzio Galantino, (28 décembre 2013 - 26 juin 2018, par intérim jusqu'au 25 mars 2014, confirmé pour un quinquennat à cette date)[6]
- Stefano Russo (it) (depuis le 1er octobre 2018)

## Sanctuaires
La conférence épiscopale a désigné trois sanctuaires nationaux, dont deux sont devenus sanctuaires internationaux :
- la Sainte Maison à Lorette, devenue sanctuaire international[8] ;
- la basilique Saint-Antoine de Padoue, devenue sanctuaire international[9] ;
- le sanctuaire Marie-Mère-et-Reine de Trieste[10].